# Elisa Morgera
Elisa Morgera (née le 4 mars 1977) est une professeure italienne, travaillant en Écosse, devenue rapporteuse spéciale des Nations Unies sur les droits de l'homme et le changement climatique en 2024.

## Biographie
Morgera est née à Trieste où elle a obtenu don diplôme de droit. Dans le cadre de son premier diplôme elle a effectué un stage en Belgique, où elle a découvert le droit de l'environnement. Ce fut une révélation car elle pensait avoir choisi d’ignorer l’environnement pour étudier le droit. Elle a donc décidé de s'orienter vers le droit de l'environnement et a obtenu sa maîtrise à l'University College de Londres avant de travailler pour les Nations Unies. Elle a obtenu son doctorat en droit international à l'Institut universitaire européen en Italie et a de nouveau travaillé pour l'ONU.
En 2009, elle rejoint l'Université d'Édimbourg où elle devient professeur de droit international de l'environnement. De 2013 à 2016, elle a dirigé un programme de recherche de 800 000 £ (BENELEX) pour déterminer comment le droit international pourrait être utilisé pour garantir que les avantages du passage à une économie verte puissent être partagés équitablement. En 2015, elle a rejoint l'Université de Finlande orientale en tant que professeur adjoint de droit international et européen de l'environnement.
Morgera a utilisé un modèle de science transformative au One Ocean Hub, l'une des douze unités de recherche financées par la UK Research and Innovation. À partir de 2019, elle a dirigé ce groupe qui comprenait environ 100 chercheurs dans différents pays. Il s'agissait initialement d'un modèle de dix ans depuis sa création vers 2018, mais il s'est arrêté après ses cinq premières années d'activité. Morgera a soutenu que les droits de l’homme peuvent être la clé de son travail. En mars 2024, elle a été choisie parmi 50 candidats pour succéder à Ian Fry en tant que Rapporteur spécial sur la promotion et la protection des droits de l’homme dans le contexte des changements climatiques. Elle a été choisie le même jour que plusieurs autres rapporteurs, dont Astrid Puentes Riaño, qui s'intéresse aux droits de l'homme et à l'environnement, et la Colombienne Gina Romero, experte en matière de droits de l'homme et de liberté d'association.
Morgera est devenu membre de la Royal Society of Edinburgh en 2023.

## Publications importantes
- Environmental Integration in the EU's External Relations: Beyond Multilateral Dimensions, 2012 (with Gracia Marin Durán)[9]
- Benefit-sharing for an equitable transition to the green economy - the role of Law (BENELEX), c. 2016, (Morgera et al)
- Corporate Environmental Accountability in International Law , 2020[10]
- Fair and Equitable Benefit-sharing in International Law, 2024[11]